# Fatima Jakoet
Fatima Jakoet,  est une aviatrice et scientifique sud africaine.  Elle est la  première femme musulmane à piloter des avions de ligne commerciaux en Afrique du Sud.

## Biographie

### Jeunesse et formations
Fatima Jakoet est executive MBA à la Harvard Business School, MBA à l'Université de Stellenbosch. Elle est titulaire d'une Licence en technologie à l'Université du Cap, détentrice d'un diplôme national en chimie analytique à l'Université de technologie de la péninsule du Cap et d'une licence de transport aérien au BAE Systems Flight Training College,.

### Carrière
Fatima Jakoet commence sa carrière professionnelle en tant que spécialiste en toxicologie médicolégale et en narcotiques au sein de l'équipe médicolégale des services de santé nationaux et de la police sud-africaine. Elle rejoint le conseil d'administration de la société Michelin Tyre Company South Africa en 2022. Elle  occupe le poste de Senior First Officer chez SAA. Elle commence sa carrière dans l'aviation en 2001 en tant que membre du programme de cadets pilotes de la SAA. Après avoir obtenu sa licence de pilote commercial avec licence de pilote de transport de ligne gelée, elle a rejoint Airlink en novembre 2002. Elle a intégré la SAA en juin 2005 en tant que premier officier et est qualifiée sur l'Airbus A340, le Boeing 747-400 et opère actuellement le Boeing 737-800. Elle compte plus de 8000 heures de vol. 
En 2005, Fatima Jakoet marque l'histoire en devenant la première femme musulmane d'Afrique du Sud à piloter des avions de ligne commerciaux.
Homis cela, elle a travaillé en tant que scientifique médicolégal au sein des équipes médicolégales des laboratoires nationaux de santé et de la police sud-africaine
Elle est la fondatrice et la directrice exécutive de la Sakhikamva Foundation, qui s'engage à promouvoir le secteur de l'aviation auprès des communautés défavorisées.
Elle est également la fondatrice de l'entreprise EduTech, STREAM laboratory, qui se concentre sur la formation des enseignants et le développement de produits axés sur la technologie dans l'éducation,,,,,.